# گپ (آرکانزاس)
گپ (به انگلیسی: Gepp) یک منطقهٔ مسکونی در ایالات متحده آمریکا است که در شهرستان فولتن، آرکانزاس واقع شده‌است. گپ ۲۳۲٫۸۷ متر بالاتر از سطح دریا واقع شده‌است.